# Adolphe Penin
Pour les articles homonymes, voir Penin.
Adolphe Penin (né à Lyon le 16 septembre 1888, où il est mort le 26 janvier 1985) est un médailleur français actif à Lyon.

## Biographie
Adolphe Penin est le petit-fils du médailleur Ludovic Penin (1830-1868) et père du sculpteur- médailleur Paul Penin (1921-2017).
Il est la troisième génération de médailleurs dans la famille Penin.
Il est élève d’Henri-Auguste-Jules Patey à l’École nationale supérieure des beaux-arts. Sa carrière de graveur est interrompue par la guerre de 1914-1918, au cours de laquelle il est grièvement blessé. Trop absorbé par la direction de son entreprise qui continue à fournir de nombreuses institutions religieuses, il ne signe que peu de médailles.
Il est notamment l'auteur d'une médaille pour la Foire de Lyon, qui a été utilisée par la ville jusqu'au début du XXIe siècle et qui a été remise aux chefs d'État lors du sommet du G7 en 1996.

## Généalogie
- Marius Penin (1807-1880), médailleur lyonnais.
  - Ludovic Penin (1830-1868), fils de Marius Penin, médailleur lyonnais, a le titre de graveur pontifical accordé en 1864 par Pie IX.
    - X
      - Adolphe Penin (1888-1985), petit-fils de Ludovic Penin, médailleur lyonnais, élève d’Henri-Auguste-Jules Patey à l’École nationale supérieure des beaux-arts de Paris.
        - Paul Penin (1921-2017), fils de Adolphe Penin, sculpteur et médailleur lyonnais, élève d’Henry Dropsy à l'École nationale supérieure des beaux-arts de Paris[5].